# Endless Etude
「Endless Etude」は、Base Ball Bearが2023年6月28日に配信したシングルである。
また「Endless Etude（BEST WISHES TO ALL ver.）」は、Base Ball Bearが2024年1月19日に配信したシングルである。

## 概要
販路限定シングルとしてリリースされた『海になりたい part.3』(ビクターエンタテインメントストア限定販売版)から5ヶ月ぶりの新作としてリリースされた。
2023年7月22日に行われた「日比谷ノンフィクションⅩ」でライブ初披露した際、小出はループマシンを使用して演奏を行った。

## 解説
本作はKADOKAWAが配給を担当する2024年1月19日公開の映画『みなに幸あれ』の主題歌として書き下ろされた曲である。
タイアップ先となる作品は小出も審査員を務めていたKADOKAWA主催のフィルム・コンペ『日本ホラー映画大賞』の初の大賞受賞作であり、その縁でタイアップを担当することになった。
映画公開日の2024年1月19日には2023年配信の同曲とは別の、映画にて使用されるバージョンである『Endless Etude（BEST WISHES TO ALL ver.）』の配信が開始された。

## 収録曲
| #  | タイトル          | 作詞     | 作曲・編曲 | 時間 |
| -- | ----------------- | -------- | ---------- | ---- |
| 1. | 「Endless Etude」 | 小出祐介 | 小出祐介   | 3:36 |

## その他
本作のジャケット・デザインにおいて、その当該デザインが第三者が権利を保有している既存デザインと類似しているものであることがリリース翌日の6月29日に判明し、その後同日中にジャケットデザインが『Endless Etude』の文字のみのものに差し替えられた。